# Coupe Davis 2024
Pour un article plus général, voir Coupe Davis.
Navigation
Édition précédente Édition suivante
La Coupe Davis 2024 est la 112e édition de ce tournoi de tennis professionnel masculin par nations. La phase qualificative se déroule du 2 au 4 février dans les pays hôtes des confrontations, la phase de groupe est organisée du 10 au 15 septembre dans quatre lieux (Manchester, Bologne, Zhuhai et Valence) et la phase à élimination directe est jouée du 19 au 24 novembre à Malaga.
L'Italie remporte sa troisième Coupe Davis grâce à sa victoire en finale face aux Pays-Bas. C'est la première fois depuis 2013 que l'équipe championne de l'édition précédente conserve son titre.

## Contexte
À la suite de l'invasion de l'Ukraine par la Russie en 2022, la Russie et la Biélorussie sont bannies de la compétition.

## Phase qualificative
La phase qualificative voit s'affronter les nations vainqueures du Groupe mondial I en 2023 (GM1) et les nations ayant participé à la dernière phase finale (PF) sans atteindre la finale. La désignation des équipes têtes de série [entre crochets] est basée sur le classement ITF du 27 novembre 2023.
La Grande-Bretagne et l'Espagne, invitées par la FIT sont exemptées de phase qualificative.
La phase qualificative se déroule du 2 au 4 février. Les nations vainqueures sont qualifiées pour la phase finale, les nations vaincues sont renvoyées dans le groupe mondial I.
| Lieu        | Surface      | Hôtes             | Score | Visiteurs             |
| ----------- | ------------ | ----------------- | ----- | --------------------- |
| Montréal*   | Dur (int.)   | Canada [1] (PF)   | 3-1   | Corée du Sud (PF)     |
| Kraljevo    | Terre (int.) | Serbie [2] (PF)   | 0-4   | Slovaquie (GM1)       |
| Varaždin    | Dur (int.)   | Croatie [3] (PF)  | 1-3   | Belgique (GM1)        |
| Tatabánya   | Dur (int.)   | Hongrie (GM1)     | 2-3   | Allemagne [4] (GM1)   |
| Groningue   | Dur (int.)   | Pays-Bas [5] (PF) | 3-2   | Suisse (PF)           |
| Třinec      | Dur (int.)   | Tchéquie [6] (PF) | 4-0   | Israël (GM1)          |
| Vilnius*    | Dur (int.)   | Ukraine (GM1)     | 0-4   | États-Unis [7] (PF)   |
| Turku       | Dur (int.)   | Finlande [8] (PF) | 3-1   | Portugal (GM1)        |
| Taipei*     | Dur (int.)   | Taipei (GM1)      | 0-4   | France [9] (PF)       |
| Rosario     | Terre (ext.) | Argentine (GM1)   | 3-2   | Kazakhstan [10] (GM1) |
| Helsingborg | Dur (int.)   | Suède [11] (PF)   | 1-3   | Brésil (GM1)          |
| Santiago    | Dur (ext.)   | Chili [12] (PF)   | 3-2   | Pérou (GM1)           |

## Phase finale
La phase finale consiste en une phase de groupe suivie d'une phase à élimination directe.
Elle met aux prises 16 équipes sélectionnées en fonction de leurs résultats durant l'édition précédente ainsi que la phase qualificative de la présente édition :
- les nations finalistes et les invitées, exemptées de phase qualificative (sur la première ligne),
- les nations ayant remporté leur match de qualification.

| Phase finale    |                  |                           |                   |
| Italie (V)      | Australie (F)    | Grande-Bretagne (WC) (QF) | Espagne (WC) (PG) |
| Finlande (DF)   | Canada (QF)      | Tchéquie (QF)             | Pays-Bas (QF)     |
| Chili (PG)      | France (PG)      | États-Unis (PG)           | Slovaquie (GM I)  |
| Belgique (GM I) | Allemagne (GM I) | Argentine (GM I)          | Brésil (GM I)     |

### Phase de groupes
La phase de groupes oppose 16 nations réparties en 4 groupes de 4 nations. Les deux premières nations de chaque groupe sont qualifiées pour les quarts de finale de la phase à élimination directe.
La phase de groupes se déroule du 10 au 15 septembre dans quatre lieux : 
- Manchester au Royaume-Uni,
- Bologne en Italie,
- Zhuhai en Chine,
- Valence en Espagne.

Le tirage au sort voit les équipes réparties en quatre pots, d'après le classement ITF du 18 mars 2024 : 
| Pot 1 | Italie (1)   | Australie (3)        | Canada (2)     | Allemagne (4)  |
| Pot 2 | Pays-Bas (6) | Tchéquie (8)         | États-Unis (9) | Finlande (10)  |
| Pot 3 | France (11)  | Grande-Bretagne (12) | Belgique (13)  | Slovaquie (14) |
| Pot 4 | Chili (15)   | Brésil (16)          | Espagne (17)   | Argentine (20) |

#### Groupe A
| # | Pays     | Renctr (V - D) | Matchs (V - D) | Sets (G - P) |
| - | -------- | -------------- | -------------- | ------------ |
| 1 | Italie   | 3-0            | 6-3            | 14-10        |
| 2 | Pays-Bas | 1-2            | 4-5            | 12-10        |
| 3 | Belgique | 1-2            | 4-5            | 11-14        |
| 4 | Brésil   | 1-2            | 4-5            | 10-13        |

|  | Équipe 1 | Score | Équipe 2 |  |
|  | Pays-Bas | 1 – 2 | Belgique |  |

| Ordre des matchs | Joueurs                                  | Points au premier set | Points au second set | Points au troisième set |
| ---------------- | ---------------------------------------- | --------------------- | -------------------- | ----------------------- |
| 1                | Botic van de Zandschulp                  | 7                     | 7                    |                         |
| 1                | Raphaël Collignon                        | 5                     | 6                    |                         |
|                  |                                          |                       |                      |                         |
| 2                | Tallon Griekspoor                        | 2                     | 7                    | 3                       |
| 2                | Zizou Bergs                              | 6                     | 62                   | 6                       |
|                  |                                          |                       |                      |                         |
| 3                | Wesley Koolhof - Botic van de Zandschulp | 6                     | 65                   | 4                       |
| 3                | Sander Gillé - Joran Vliegen             | 4                     | 7                    | 6                       |

|  | Équipe 1 | Score | Équipe 2 |  |
|  | Italie   | 2 – 1 | Brésil   |  |

| Ordre des matchs | Joueurs                           | Points au premier set | Points au second set | Points au troisième set |
| ---------------- | --------------------------------- | --------------------- | -------------------- | ----------------------- |
| 1                | Matteo Berrettini                 | 6                     | 7                    |                         |
| 1                | João Fonseca                      | 1                     | 65                   |                         |
|                  |                                   |                       |                      |                         |
| 2                | Matteo Arnaldi                    | 7                     | 64                   | 7                       |
| 2                | Thiago Monteiro                   | 5                     | 7                    | 65                      |
|                  |                                   |                       |                      |                         |
| 3 (sans enjeu)   | Simone Bolelli - Andrea Vavassori | 7                     | 6                    | 5                       |
| 3 (sans enjeu)   | Rafael Matos - Marcelo Melo       | 63                    | 7                    | 7                       |

|  | Équipe 1 | Score | Équipe 2 |  |
|  | Pays-Bas | 2 – 1 | Brésil   |  |

| Ordre des matchs | Joueurs                                  | Points au premier set | Points au second set | Points au troisième set |
| ---------------- | ---------------------------------------- | --------------------- | -------------------- | ----------------------- |
| 1                | Botic van de Zandschulp                  | 4                     | 63                   |                         |
| 1                | João Fonseca                             | 6                     | 7                    |                         |
|                  |                                          |                       |                      |                         |
| 2                | Tallon Griekspoor                        | 7                     | 6                    |                         |
| 2                | Thiago Monteiro                          | 62                    | 4                    |                         |
|                  |                                          |                       |                      |                         |
| 3                | Wesley Koolhof - Botic van de Zandschulp | 6                     | 7                    |                         |
| 3                | Rafael Matos - Marcelo Melo              | 4                     | 65                   |                         |

|  | Équipe 1 | Score | Équipe 2 |  |
|  | Italie   | 2 – 1 | Belgique |  |

| Ordre des matchs | Joueurs                           | Points au premier set | Points au second set | Points au troisième set |
| ---------------- | --------------------------------- | --------------------- | -------------------- | ----------------------- |
| 1                | Matteo Berrettini                 | 3                     | 6                    | 7                       |
| 1                | Alexander Blockx                  | 6                     | 2                    | 5                       |
|                  |                                   |                       |                      |                         |
| 2                | Flavio Cobolli                    | 3                     | 7                    | 0                       |
| 2                | Zizou Bergs                       | 6                     | 65                   | 6                       |
|                  |                                   |                       |                      |                         |
| 3                | Simone Bolelli - Andrea Vavassori | 7                     | 7                    |                         |
| 3                | Sander Gillé - Joran Vliegen      | 62                    | 5                    |                         |

|  | Équipe 1 | Score | Équipe 2 |  |
|  | Belgique | 1 – 2 | Brésil   |  |

| Ordre des matchs | Joueurs                              | Points au premier set | Points au second set | Points au troisième set |
| ---------------- | ------------------------------------ | --------------------- | -------------------- | ----------------------- |
| 1                | Raphaël Collignon                    | 3                     | 7                    | 3                       |
| 1                | João Fonseca                         | 6                     | 62                   | 6                       |
|                  |                                      |                       |                      |                         |
| 2                | Zizou Bergs                          | 6                     | 65                   | 5                       |
| 2                | Thiago Monteiro                      | 4                     | 7                    | 7                       |
|                  |                                      |                       |                      |                         |
| 3 (sans enjeu)   | Sander Gillé - Joran Vliegen         | 6                     | 3                    | 6                       |
| 3 (sans enjeu)   | Rafael Matos - Felipe Meligeni Alves | 3                     | 6                    | 4                       |

|  | Équipe 1 | Score | Équipe 2 |  |
|  | Italie   | 2 – 1 | Pays-Bas |  |

| Ordre des matchs | Joueurs                                  | Points au premier set | Points au second set | Points au troisième set |
| ---------------- | ---------------------------------------- | --------------------- | -------------------- | ----------------------- |
| 1                | Matteo Berrettini                        | 3                     | 6                    | 6                       |
| 1                | Botic van de Zandschulp                  | 6                     | 4                    | 4                       |
|                  |                                          |                       |                      |                         |
| 2                | Flavio Cobolli                           | 7                     | 4                    | 6                       |
| 2                | Tallon Griekspoor                        | 64                    | 6                    | 3                       |
|                  |                                          |                       |                      |                         |
| 3 (sans enjeu)   | Simone Bolelli - Andrea Vavassori        | 6                     | 5                    |                         |
| 3 (sans enjeu)   | Wesley Koolhof - Botic van de Zandschulp | 7                     | 7                    |                         |

#### Groupe B
| # | Pays      | Renctr (V - D) | Matchs (V - D) | Sets (G - P) |
| - | --------- | -------------- | -------------- | ------------ |
| 1 | Espagne   | 3-0            | 7-2            | 15-9         |
| 2 | Australie | 2-1            | 6-3            | 14-8         |
| 3 | France    | 1-2            | 4-5            | 11-12        |
| 4 | Tchéquie  | 0-3            | 1-8            | 6-17         |

|  | Équipe 1  | Score | Équipe 2 |  |
|  | Australie | 2 – 1 | France   |  |

| Ordre des matchs | Joueurs                                | Points au premier set | Points au second set | Points au troisième set |
| ---------------- | -------------------------------------- | --------------------- | -------------------- | ----------------------- |
| 1                | Thanasi Kokkinakis                     | 7                     | 7                    |                         |
| 1                | Arthur Fils                            | 64                    | 63                   |                         |
|                  |                                        |                       |                      |                         |
| 2                | Alexei Popyrin                         | 3                     | 2                    |                         |
| 2                | Ugo Humbert                            | 6                     | 6                    |                         |
|                  |                                        |                       |                      |                         |
| 3                | Matthew Ebden - Max Purcell            | 7                     | 5                    | 6                       |
| 3                | P.-H. Herbert - Édouard Roger-Vasselin | 5                     | 7                    | 3                       |

|  | Équipe 1 | Score | Équipe 2 |  |
|  | Tchéquie | 0 – 3 | Espagne  |  |

| Ordre des matchs | Joueurs                            | Points au premier set | Points au second set | Points au troisième set |
| ---------------- | ---------------------------------- | --------------------- | -------------------- | ----------------------- |
| 1                | Jiří Lehečka                       | 61                    | 4                    |                         |
| 1                | Roberto Bautista-Agut              | 7                     | 6                    |                         |
|                  |                                    |                       |                      |                         |
| 2                | Tomáš Macháč                       | 7                     | 1                    | ab.                     |
| 2                | Carlos Alcaraz                     | 63                    | 6                    |                         |
|                  |                                    |                       |                      |                         |
| 3 (sans enjeu)   | Jakub Menšík - Adam Pavlásek       | 7                     | 3                    | 62                      |
| 3 (sans enjeu)   | Carlos Alcaraz - Marcel Granollers | 62                    | 6                    | 7                       |

|  | Équipe 1  | Score | Équipe 2 |  |
|  | Australie | 3 – 0 | Tchéquie |  |

| Ordre des matchs | Joueurs                      | Points au premier set | Points au second set | Points au troisième set |
| ---------------- | ---------------------------- | --------------------- | -------------------- | ----------------------- |
| 1                | Thanasi Kokkinakis           | 6                     | 62                   | 6                       |
| 1                | Jakub Menšík                 | 2                     | 7                    | 3                       |
|                  |                              |                       |                      |                         |
| 2                | Alexei Popyrin               | 1                     |                      |                         |
| 2                | Tomáš Macháč                 | 0                     | ab.                  |                         |
|                  |                              |                       |                      |                         |
| 3 (sans enjeu)   | Matthew Ebden - Max Purcell  | 6                     | 6                    |                         |
| 3 (sans enjeu)   | Jakub Menšík - Adam Pavlásek | 4                     | 2                    |                         |

|  | Équipe 1 | Score | Équipe 2 |  |
|  | France   | 1 – 2 | Espagne  |  |

| Ordre des matchs | Joueurs                                 | Points au premier set | Points au second set | Points au troisième set |
| ---------------- | --------------------------------------- | --------------------- | -------------------- | ----------------------- |
| 1                | Arthur Fils                             | 6                     | 5                    | 3                       |
| 1                | Roberto Bautista-Agut                   | 2                     | 7                    | 6                       |
|                  |                                         |                       |                      |                         |
| 2                | Ugo Humbert                             | 3                     | 3                    |                         |
| 2                | Carlos Alcaraz                          | 6                     | 6                    |                         |
|                  |                                         |                       |                      |                         |
| 3 (sans enjeu)   | P.-H. Herbert - Édouard Roger-Vasselin  | 7                     | 610                  | 10                      |
| 3 (sans enjeu)   | Pablo Carreño Busta - Marcel Granollers | 67                    | 7                    | 8                       |

|  | Équipe 1 | Score | Équipe 2 |  |
|  | Tchéquie | 1 – 2 | France   |  |

| Ordre des matchs | Joueurs                                    | Points au premier set | Points au second set | Points au troisième set |
| ---------------- | ------------------------------------------ | --------------------- | -------------------- | ----------------------- |
| 1                | Jakub Menšík                               | 2                     | 6                    | 7                       |
| 1                | Arthur Rinderknech                         | 6                     | 3                    | 5                       |
|                  |                                            |                       |                      |                         |
| 2                | Jiří Lehečka                               | 7                     | 5                    | 4                       |
| 2                | Arthur Fils                                | 65                    | 7                    | 6                       |
|                  |                                            |                       |                      |                         |
| 3                | Jakub Menšík - Adam Pavlásek               | 64                    | 5                    |                         |
| 3                | Pierre-Hugues Herbert - Arthur Rinderknech | 7                     | 7                    |                         |

|  | Équipe 1  | Score | Équipe 2 |  |
|  | Australie | 1 – 2 | Espagne  |  |

| Ordre des matchs | Joueurs                            | Points au premier set | Points au second set | Points au troisième set |
| ---------------- | ---------------------------------- | --------------------- | -------------------- | ----------------------- |
| 1                | Jordan Thompson                    | 6                     | 2                    | 63                      |
| 1                | Pablo Carreño Busta                | 2                     | 6                    | 7                       |
|                  |                                    |                       |                      |                         |
| 2                | Alexei Popyrin                     | 6                     | 6                    |                         |
| 2                | Pedro Martínez                     | 4                     | 4                    |                         |
|                  |                                    |                       |                      |                         |
| 3                | Matthew Ebden - Max Purcell        | 7                     | 4                    | 4                       |
| 3                | Marcel Granollers - Pedro Martínez | 5                     | 6                    | 6                       |

#### Groupe C
| # | Pays       | Renctr (V - D) | Matchs (V - D) | Sets (G - P) |
| - | ---------- | -------------- | -------------- | ------------ |
| 2 | États-Unis | 3-0            | 8-1            | 16-7         |
| 3 | Allemagne  | 2-1            | 7-2            | 15-5         |
| 3 | Chili      | 1-2            | 2-7            | 8-16         |
| 4 | Slovaquie  | 0-3            | 1-8            | 6-17         |

|  | Équipe 1  | Score | Équipe 2  |  |
|  | Allemagne | 3 – 0 | Slovaquie |  |

| Ordre des matchs | Joueurs                    | Points au premier set | Points au second set | Points au troisième set |
| ---------------- | -------------------------- | --------------------- | -------------------- | ----------------------- |
| 1                | Maximilian Marterer        | 6                     | 7                    |                         |
| 1                | Lukáš Klein                | 4                     | 5                    |                         |
|                  |                            |                       |                      |                         |
| 2                | Yannick Hanfmann           | 3                     | 6                    | 7                       |
| 2                | Jozef Kovalík              | 6                     | 3                    | 63                      |
|                  |                            |                       |                      |                         |
| 3 (sans enjeu)   | Kevin Krawietz - Tim Pütz  | 7                     | 6                    |                         |
| 3 (sans enjeu)   | Lukáš Klein - Igor Zelenay | 5                     | 3                    |                         |

|  | Équipe 1   | Score | Équipe 2 |  |
|  | États-Unis | 3 – 0 | Chili    |  |

| Ordre des matchs | Joueurs                          | Points au premier set | Points au second set | Points au troisième set |
| ---------------- | -------------------------------- | --------------------- | -------------------- | ----------------------- |
| 1                | Reilly Opelka                    | 6                     | 4                    | 7                       |
| 1                | Cristian Garín                   | 3                     | 6                    | 63                      |
|                  |                                  |                       |                      |                         |
| 2                | Brandon Nakashima                | 7                     | 2                    | 7                       |
| 2                | Alejandro Tabilo                 | 65                    | 6                    | 63                      |
|                  |                                  |                       |                      |                         |
| 3 (sans enjeu)   | Austin Krajicek - Rajeev Ram     | 4                     | 6                    | 7                       |
| 3 (sans enjeu)   | Tomás Barrios Vera - Matías Soto | 6                     | 4                    | 63                      |

|  | Équipe 1  | Score | Équipe 2 |  |
|  | Allemagne | 3 – 0 | Chili    |  |

| Ordre des matchs | Joueurs                          | Points au premier set | Points au second set | Points au troisième set |
| ---------------- | -------------------------------- | --------------------- | -------------------- | ----------------------- |
| 1                | Maximilian Marterer              | 6                     | 6                    |                         |
| 1                | Tomás Barrios Vera               | 1                     | 3                    |                         |
|                  |                                  |                       |                      |                         |
| 2                | Yannick Hanfmann                 | 7                     | 6                    |                         |
| 2                | Alejandro Tabilo                 | 5                     | 4                    |                         |
|                  |                                  |                       |                      |                         |
| 3 (sans enjeu)   | Kevin Krawietz - Tim Pütz        | 6                     | 6                    |                         |
| 3 (sans enjeu)   | Tomás Barrios Vera - Matías Soto | 1                     | 3                    |                         |

|  | Équipe 1   | Score | Équipe 2  |  |
|  | États-Unis | 3 – 0 | Slovaquie |  |

| Ordre des matchs | Joueurs                      | Points au premier set | Points au second set | Points au troisième set |
| ---------------- | ---------------------------- | --------------------- | -------------------- | ----------------------- |
| 1                | Mackenzie McDonald           | 6                     | 6                    |                         |
| 1                | Lukáš Klein                  | 4                     | 3                    |                         |
|                  |                              |                       |                      |                         |
| 2                | Brandon Nakashima            | 6                     | 6                    |                         |
| 2                | Jozef Kovalík                | 3                     | 3                    |                         |
|                  |                              |                       |                      |                         |
| 3 (sans enjeu)   | Austin Krajicek - Rajeev Ram | 64                    | 7                    | 10                      |
| 3 (sans enjeu)   | Norbert Gombos - Lukáš Klein | 7                     | 64                   | 1                       |

|  | Équipe 1  | Score | Équipe 2   |  |
|  | Allemagne | 1 – 2 | États-Unis |  |

| Ordre des matchs | Joueurs                      | Points au premier set | Points au second set | Points au troisième set |
| ---------------- | ---------------------------- | --------------------- | -------------------- | ----------------------- |
| 1                | Henri Squire                 | 7                     | 69                   | 3                       |
| 1                | Reilly Opelka                | 64                    | 7                    | 6                       |
|                  |                              |                       |                      |                         |
| 2                | Maximilian Marterer          | 4                     | 2                    |                         |
| 2                | Brandon Nakashima            | 6                     | 6                    |                         |
|                  |                              |                       |                      |                         |
| 3 (sans enjeu)   | Kevin Krawietz - Tim Pütz    | 6                     | 7                    |                         |
| 3 (sans enjeu)   | Austin Krajicek - Rajeev Ram | 1                     | 64                   |                         |

|  | Équipe 1  | Score | Équipe 2 |  |
|  | Slovaquie | 1 – 2 | Chili    |  |

| Ordre des matchs | Joueurs                            | Points au premier set | Points au second set | Points au troisième set |
| ---------------- | ---------------------------------- | --------------------- | -------------------- | ----------------------- |
| 1                | Norbert Gombos                     | 6                     | 1                    | 2                       |
| 1                | Cristian Garín                     | 2                     | 6                    | 6                       |
|                  |                                    |                       |                      |                         |
| 2                | Jozef Kovalík                      | 6                     | 65                   | 6                       |
| 2                | Alejandro Tabilo                   | 4                     | 7                    | 1                       |
|                  |                                    |                       |                      |                         |
| 3                | Norbert Gombos - Lukáš Klein       | 4                     | 7                    | 65                      |
| 3                | Tomás Barrios Vera - Nicolás Jarry | 6                     | 63                   | 7                       |

#### Groupe D
| # | Pays            | Renctr (V - D) | Matchs (V - D) | Sets (G - P) |
| - | --------------- | -------------- | -------------- | ------------ |
| 1 | Canada          | 3-0            | 7-2            | 15-4         |
| 2 | Argentine       | 2-1            | 6-3            | 12-9         |
| 3 | Grande-Bretagne | 1-2            | 4-5            | 8-10         |
| 4 | Finlande        | 0-3            | 1-8            | 4-16         |

|  | Équipe 1 | Score | Équipe 2  |  |
|  | Canada   | 2 – 1 | Argentine |  |

| Ordre des matchs | Joueurs                           | Points au premier set | Points au second set | Points au troisième set |
| ---------------- | --------------------------------- | --------------------- | -------------------- | ----------------------- |
| 1                | Denis Shapovalov                  | 7                     | 6                    |                         |
| 1                | Francisco Cerúndolo               | 5                     | 3                    |                         |
|                  |                                   |                       |                      |                         |
| 2                | Félix Auger-Aliassime             | 6                     | 6                    |                         |
| 2                | Sebastián Báez                    | 3                     | 3                    |                         |
|                  |                                   |                       |                      |                         |
| 3 (sans enjeu)   | Vasek Pospisil - Denis Shapovalov | 6                     | 3                    | 2                       |
| 3 (sans enjeu)   | Máximo González - Andrés Molteni  | 2                     | 6                    | 6                       |

|  | Équipe 1 | Score | Équipe 2        |  |
|  | Finlande | 1 – 2 | Grande-Bretagne |  |

| Ordre des matchs | Joueurs                          | Points au premier set | Points au second set | Points au troisième set |
| ---------------- | -------------------------------- | --------------------- | -------------------- | ----------------------- |
| 1                | Eero Vasa                        | 63                    | 2                    |                         |
| 1                | Daniel Evans                     | 7                     | 6                    |                         |
|                  |                                  |                       |                      |                         |
| 2                | Otto Virtanen                    | 4                     | 64                   |                         |
| 2                | Billy Harris                     | 6                     | 7                    |                         |
|                  |                                  |                       |                      |                         |
| 3 (sans enjeu)   | Harri Heliövaara - Otto Virtanen | 7                     | 7                    |                         |
| 3 (sans enjeu)   | Daniel Evans - Neal Skupski      | 64                    | 5                    |                         |

|  | Équipe 1 | Score | Équipe 2 |  |
|  | Canada   | 3 – 0 | Finlande |  |

| Ordre des matchs | Joueurs                                  | Points au premier set | Points au second set | Points au troisième set |
| ---------------- | ---------------------------------------- | --------------------- | -------------------- | ----------------------- |
| 1                | Denis Shapovalov                         | 7                     | 6                    |                         |
| 1                | Eero Vasa                                | 62                    | 2                    |                         |
|                  |                                          |                       |                      |                         |
| 2                | Félix Auger-Aliassime                    | 6                     | 6                    |                         |
| 2                | Otto Virtanen                            | 2                     | 3                    |                         |
|                  |                                          |                       |                      |                         |
| 3 (sans enjeu)   | Félix Auger-Aliassime - Denis Shapovalov | 6                     | 7                    |                         |
| 3 (sans enjeu)   | Harri Heliövaara - Otto Virtanen         | 2                     | 5                    |                         |

|  | Équipe 1        | Score | Équipe 2  |  |
|  | Grande-Bretagne | 1 – 2 | Argentine |  |

| Ordre des matchs | Joueurs                          | Points au premier set | Points au second set | Points au troisième set |
| ---------------- | -------------------------------- | --------------------- | -------------------- | ----------------------- |
| 1                | Daniel Evans                     | 2                     | 5                    |                         |
| 1                | Tomás Martín Etcheverry          | 6                     | 7                    |                         |
|                  |                                  |                       |                      |                         |
| 2                | Jack Draper                      | 64                    | 5                    |                         |
| 2                | Francisco Cerúndolo              | 7                     | 7                    |                         |
|                  |                                  |                       |                      |                         |
| 3 (sans enjeu)   | Daniel Evans - Neal Skupski      | 6                     | 7                    |                         |
| 3 (sans enjeu)   | Máximo González - Andrés Molteni | 3                     | 5                    |                         |

|  | Équipe 1 | Score | Équipe 2  |  |
|  | Finlande | 0 – 3 | Argentine |  |

| Ordre des matchs | Joueurs                               | Points au premier set | Points au second set | Points au troisième set |
| ---------------- | ------------------------------------- | --------------------- | -------------------- | ----------------------- |
| 1                | Eero Vasa                             | 65                    | 3                    |                         |
| 1                | Tomás Martín Etcheverry               | 7                     | 6                    |                         |
|                  |                                       |                       |                      |                         |
| 2                | Otto Virtanen                         | 7                     | 1                    | 0                       |
| 2                | Francisco Cerúndolo                   | 64                    | 6                    | 6                       |
|                  |                                       |                       |                      |                         |
| 3 (sans enjeu)   | Harri Heliövaara - Patrick Kaukovalta | 7                     | 4                    | 3                       |
| 3 (sans enjeu)   | Máximo González - Andrés Molteni      | 63                    | 6                    | 6                       |

|  | Équipe 1 | Score | Équipe 2        |  |
|  | Canada   | 2 – 1 | Grande-Bretagne |  |

| Ordre des matchs | Joueurs                           | Points au premier set | Points au second set | Points au troisième set |
| ---------------- | --------------------------------- | --------------------- | -------------------- | ----------------------- |
| 1                | Denis Shapovalov                  | 6                     | 7                    |                         |
| 1                | Daniel Evans                      | 0                     | 5                    |                         |
|                  |                                   |                       |                      |                         |
| 2                | Félix Auger-Aliassime             | 7                     | 7                    |                         |
| 2                | Jack Draper                       | 68                    | 5                    |                         |
|                  |                                   |                       |                      |                         |
| 3 (sans enjeu)   | Gabriel Diallo - Alexis Galarneau | 64                    | 4                    |                         |
| 3 (sans enjeu)   | Henry Patten - Neal Skupski       | 7                     | 6                    |                         |

### Phase à élimination directe
La phase à élimination directe se déroule du 19 au 24 novembre à Malaga en Espagne.
Rafael Nadal prend sa retraite professionnelle à l'issue du tournoi. Il joue le premier match de simple, qu'il perd face au Néerlandais Botic van de Zandschulp. L'Espagne est éliminée dès sa première rencontre à la suite de la défaite de sa paire de double.
L'Italie, tenante du titre et emmenée par le numéro 1 mondial Jannik Sinner, remporte la Coupe pour la troisième fois de son histoire en battant en finale les Pays-Bas qui atteignent la finale pour la première fois.
|  | Quarts de finale 19 - 21 novembre | Quarts de finale 19 - 21 novembre |           |   | Demi-finales 22 - 23 novembre | Demi-finales 22 - 23 novembre |  |  | Finale 24 novembre | Finale 24 novembre |
|  | Quarts de finale 19 - 21 novembre | Quarts de finale 19 - 21 novembre |           |   | Demi-finales 22 - 23 novembre | Demi-finales 22 - 23 novembre |  |  | Finale 24 novembre | Finale 24 novembre |
|  |                                   |                                   |           |   |                               |                               |  |  |                    |                    |
|  |                                   |                                   |           |   |                               |                               |  |  |                    |                    |
|  |                                   |                                   |           |   |                               |                               |  |  |                    |                    |
|  | Italie                            | 2                                 |           |   |                               |                               |  |  |                    |                    |
|  | Italie                            | 2                                 |           |   |                               |                               |  |  |                    |                    |
|  | Argentine                         | 1                                 |           |   |                               |                               |  |  |                    |                    |
|  | Argentine                         | 1                                 | Italie    | 2 |                               |                               |  |  |                    |                    |
|  |                                   |                                   | Italie    | 2 |                               |                               |  |  |                    |                    |
|  |                                   | Australie                         | 0         |   |                               |                               |  |  |                    |                    |
|  | États-Unis                        | Australie                         | 0         | 1 |                               |                               |  |  |                    |                    |
|  | États-Unis                        |                                   |           | 1 |                               |                               |  |  |                    |                    |
|  | Australie                         | 2                                 |           |   |                               |                               |  |  |                    |                    |
|  | Australie                         | 2                                 | Italie    | 2 |                               |                               |  |  |                    |                    |
|  |                                   |                                   | Italie    | 2 |                               |                               |  |  |                    |                    |
|  |                                   | Pays-Bas                          | 0         |   |                               |                               |  |  |                    |                    |
|  | Allemagne                         | Pays-Bas                          | 0         | 2 |                               |                               |  |  |                    |                    |
|  | Allemagne                         |                                   |           | 2 |                               |                               |  |  |                    |                    |
|  | Canada                            | 0                                 |           |   |                               |                               |  |  |                    |                    |
|  | Canada                            | 0                                 | Allemagne | 0 |                               |                               |  |  |                    |                    |
|  |                                   |                                   | Allemagne | 0 |                               |                               |  |  |                    |                    |
|  |                                   | Pays-Bas                          | 2         |   |                               |                               |  |  |                    |                    |
|  | Pays-Bas                          | Pays-Bas                          | 2         | 2 |                               |                               |  |  |                    |                    |
|  | Pays-Bas                          |                                   |           | 2 |                               |                               |  |  |                    |                    |
|  | Espagne                           | 1                                 |           |   |                               |                               |  |  |                    |                    |
|  | Espagne                           | 1                                 |           |   |                               |                               |  |  |                    |                    |

Quarts de finale
|  | Équipe 1 | Score | Équipe 2 |  |
|  | Pays-Bas | 2 – 1 | Espagne  |  |

| Ordre des matchs | Joueurs                                  | Points au premier set | Points au second set | Points au troisième set |
| ---------------- | ---------------------------------------- | --------------------- | -------------------- | ----------------------- |
| 1                | Botic van de Zandschulp                  | 6                     | 6                    |                         |
| 1                | Rafael Nadal                             | 4                     | 4                    |                         |
|                  |                                          |                       |                      |                         |
| 2                | Tallon Griekspoor                        | 60                    | 3                    |                         |
| 2                | Carlos Alcaraz                           | 7                     | 6                    |                         |
|                  |                                          |                       |                      |                         |
| 3                | Wesley Koolhof - Botic van de Zandschulp | 7                     | 7                    |                         |
| 3                | Carlos Alcaraz - Marcel Granollers       | 64                    | 63                   |                         |

|  | Équipe 1  | Score | Équipe 2 |  |
|  | Allemagne | 2 – 0 | Canada   |  |

| Ordre des matchs | Joueurs                           | Points au premier set | Points au second set | Points au troisième set |
| ---------------- | --------------------------------- | --------------------- | -------------------- | ----------------------- |
| 1                | Daniel Altmaier                   | 7                     | 6                    |                         |
| 1                | Gabriel Diallo                    | 65                    | 4                    |                         |
|                  |                                   |                       |                      |                         |
| 2                | Jan-Lennard Struff                | 4                     | 7                    | 7                       |
| 2                | Denis Shapovalov                  | 6                     | 5                    | 65                      |
|                  |                                   |                       |                      |                         |
| 3 (sans enjeu)   | Kevin Krawietz - Tim Pütz         | Non                   | joué                 |                         |
| 3 (sans enjeu)   | Vasek Pospisil - Denis Shapovalov |                       |                      |                         |

|  | Équipe 1   | Score | Équipe 2  |  |
|  | États-Unis | 1 – 2 | Australie |  |

| Ordre des matchs | Joueurs                         | Points au premier set | Points au second set | Points au troisième set |
| ---------------- | ------------------------------- | --------------------- | -------------------- | ----------------------- |
| 1                | Ben Shelton                     | 1                     | 6                    | 614                     |
| 1                | Thanasi Kokkinakis              | 6                     | 4                    | 7                       |
|                  |                                 |                       |                      |                         |
| 2                | Taylor Fritz                    | 6                     | 6                    |                         |
| 2                | Alex de Minaur                  | 3                     | 4                    |                         |
|                  |                                 |                       |                      |                         |
| 3                | Tommy Paul - Ben Shelton        | 4                     | 4                    |                         |
| 3                | Matthew Ebden - Jordan Thompson | 6                     | 6                    |                         |

|  | Équipe 1 | Score | Équipe 2  |  |
|  | Italie   | 2 – 1 | Argentine |  |

| Ordre des matchs | Joueurs                           | Points au premier set | Points au second set | Points au troisième set |
| ---------------- | --------------------------------- | --------------------- | -------------------- | ----------------------- |
| 1                | Lorenzo Musetti                   | 4                     | 1                    |                         |
| 1                | Francisco Cerúndolo               | 6                     | 6                    |                         |
|                  |                                   |                       |                      |                         |
| 2                | Jannik Sinner                     | 6                     | 6                    |                         |
| 2                | Sebastián Báez                    | 2                     | 1                    |                         |
|                  |                                   |                       |                      |                         |
| 3                | Matteo Berrettini - Jannik Sinner | 6                     | 7                    |                         |
| 3                | Máximo González - Andrés Molteni  | 4                     | 5                    |                         |

Demi-finales
|  | Équipe 1  | Score | Équipe 2 |  |
|  | Allemagne | 0 – 2 | Pays-Bas |  |

| Ordre des matchs | Joueurs                                  | Points au premier set | Points au second set | Points au troisième set |
| ---------------- | ---------------------------------------- | --------------------- | -------------------- | ----------------------- |
| 1                | Daniel Altmaier                          | 4                     | 7                    | 3                       |
| 1                | Botic van de Zandschulp                  | 6                     | 612                  | 6                       |
|                  |                                          |                       |                      |                         |
| 2                | Jan-Lennard Struff                       | 7                     | 5                    | 4                       |
| 2                | Tallon Griekspoor                        | 64                    | 7                    | 6                       |
|                  |                                          |                       |                      |                         |
| 3 (sans enjeu)   | Kevin Krawietz - Tim Pütz                | Non                   | joué                 |                         |
| 3 (sans enjeu)   | Wesley Koolhof - Botic van de Zandschulp |                       |                      |                         |

|  | Équipe 1 | Score | Équipe 2  |  |
|  | Italie   | 2 – 0 | Australie |  |

| Ordre des matchs | Joueurs                           | Points au premier set | Points au second set | Points au troisième set |
| ---------------- | --------------------------------- | --------------------- | -------------------- | ----------------------- |
| 1                | Matteo Berrettini                 | 6                     | 6                    | 7                       |
| 1                | Thanasi Kokkinakis                | 7                     | 3                    | 5                       |
|                  |                                   |                       |                      |                         |
| 2                | Jannik Sinner                     | 6                     | 6                    |                         |
| 2                | Alex de Minaur                    | 3                     | 4                    |                         |
|                  |                                   |                       |                      |                         |
| 3 (sans enjeu)   | Simone Bolelli - Andrea Vavassori | Non                   | joué                 |                         |
| 3 (sans enjeu)   | Matthew Ebden - Jordan Thompson   |                       |                      |                         |

Finale
|  | Équipe 1 | Score | Équipe 2 |  |
|  | Italie   | 2 – 0 | Pays-Bas |  |

## Groupe mondial I
Le groupe mondial I voit s'affronter les nations ayant perdu lors de la phase qualificative (PQ) et les équipes ayant remporté les barrages du groupe mondial I. Les équipes gagnantes sont qualifiées pour la phase qualificative 2025.
La désignation des équipes têtes de série [entre crochets] est basée sur le classement ITF du 5 février 2024.
| Lieu              | Dates                | Surface      | Hôtes               | Score | Visiteurs               | Lien FdM   |
| ----------------- | -------------------- | ------------ | ------------------- | ----- | ----------------------- | ---------- |
| Belgrade          | 14-15 septembre 2024 | Dur (int.)   | Serbie [1] (PQ)     | 3 - 1 | Grèce                   | [ FdM 44 ] |
| Varaždin*         | 13-14 septembre 2024 | Dur (int.)   | Croatie [2] (PQ)    | 4 - 0 | Lituanie                | [ FdM 45 ] |
| Stockholm         | 14-15 septembre 2024 | Dur (int.)   | Suède [3] (PQ)      | 4 - 0 | Inde                    | [ FdM 46 ] |
| Astana *          | 14-15 septembre 2024 | Dur (int.)   | Kazakhstan [4] (PQ) | 1 - 3 | Danemark                | [ FdM 47 ] |
| Zielona Góra *    | 13-14 septembre 2024 | Dur (int.)   | Pologne             | 1 - 3 | Corée du Sud [5] (PQ)   | [ FdM 48 ] |
| Bienne            | 13-14 septembre 2024 | Dur (int.)   | Suisse [6] (PQ)     | 4 - 0 | Pérou (PQ)              | [ FdM 49 ] |
| Le Caire          | 13-14 septembre 2024 | Terre (ext.) | Égypte              | 2 - 3 | Hongrie [7] (PQ)        | [ FdM 50 ] |
| Bekkestua         | 13-14 septembre 2024 | Dur (int.)   | Norvège             | 3 - 1 | Portugal [8] (PQ)       | [ FdM 51 ] |
| Bad Waltersdorf * | 13-14 septembre 2024 | Terre (ext.) | Autriche [9]        | 3 - 0 | Turquie                 | [ FdM 52 ] |
| Taipei *          | 14-15 septembre 2024 | Dur (int.)   | Taipei (PQ)         | 3 - 2 | Bosnie-Herzégovine [10] | [ FdM 53 ] |
| Larnaca           | 13-14 septembre 2024 | Dur (ext.)   | Israël [11] (PQ)    | 3 - 1 | Ukraine (PQ)            | [ FdM 54 ] |
| Tokyo             | 14-15 septembre 2024 | Dur (ext.)   | Japon               | 3 - 1 | Colombie [12]           | [ FdM 55 ] |